# Бентон (округ, Миссури)
Округ Бентон (англ. Benton County) — округ штата Миссури, США. Население округа на 2009 год составляло 18 461 человек. Административный центр округа — город Уорсо.

## История
Округ Бентон основан в 1835 году.

## География
Округ занимает площадь 1828.5 км2.

## Демография
Согласно оценке Бюро переписи населения США, в округе Бентон в 2009 году проживало 18 461 человек. Плотность населения составляла 10.1 человек на квадратный километр.